# Israelische Siedlergewalt
Als israelische Siedlergewalt bezeichnet man von zivilen israelischen Siedlern vor allem im besetzten palästinensischen Gebiet des Westjordanlands an Palästinensern verübte „absichtsvolle Androhung oder tatsächliche Anwendung physischer Gewalt oder Macht gegen andere Personen oder das Eigentum derselben, die zu Verletzungen, Tod oder psychischem Schaden führt oder wahrscheinlich dazu führen kann.“ Die Gewalttaten umfassen eine breite Palette von Handlungen, einschließlich körperlicher Angriffe auf Palästinenser, Brandstiftung in Wohngebieten und an landwirtschaftlichen Flächen, Vandalismus gegen palästinensisches Eigentum und religiöse Stätten sowie Provokation, Einschüchterungen und Belästigungen.
Siedlergewalt hat seit den 2000er-Jahren stark zugenommen und wird deshalb intensiv diskutiert. Eine neue Entwicklung in dieser Diskussion ist, dass seither von einigen Organisationen und Forschern Siedlergewalttaten zunehmend nicht mehr als viele isolierte Taten einzelner ziviler Extremisten angesehen werden, sondern als integraler Bestandteil einer von Privatpersonen und staatlichen Institutionen gemeinsam getragenen umfassenden Kultur der Gewalt. In der Politik Israels sieht man dies nicht so, und auch in der Politik des globalen Nordens wurde dieser Vorwurf bisher überwiegend nicht aufgenommen.
Siedlergewalt geschieht auch häufig im völkerrechtswidrig annektierten Ostjerusalem.

## Datenlage und Dokumentation
Fälle von Siedlergewalt in den besetzten Gebieten werden v. a. von mehreren NGOs und Menschenrechtsorganisationen gesammelt und dokumentiert. Die wichtigsten darunter sind in diesem Zusammenhang (1) das Amt der Vereinten Nationen für die Koordinierung humanitärer Angelegenheiten (OCHA), (2) B’Tselem, (3) Jesch Din (4) und Al-Haq, teilweise außerdem (5) das „Palestinian Centre for Human Rights“ (PCHR), das aber (6) wie die israelische Organisation Schovrim Schtika prioritär Verbrechen speziell von Soldaten dokumentiert, (7) und die Organisation HaMoked, die ihren Fokus aber auf Polizeigewalt legt. Da auch Organisationen wie die UN, EU, Human Rights Watch und Amnesty International auf Daten von OCHA, B’Tselem und Jesch Din zurückgreifen, werden auch hier die Daten dieser drei Organisationen präsentiert.
Israel und staatsnahe Nichtregierungsorganisationen wie die rechtsgerichtete NGO Monitor allerdings haben die Verlässlichkeit aller genannten Organisationen in Zweifel gestellt: Al-Haq wurde von Israel (ohne Belege) als „Terrororganisation“ eingestuft, OCHA wird vorgeworfen, „politische Kriegsführung“ gegen Israel zu betreiben, B’Tselem habe eine „zunehmend radikalisierte Agenda (…), Israel zu dämonisieren“, die Daten von Jesch Din seien „irreführend und verfälschend“. Entsprechend
kommen die israelische Regierung und Medien mit einer dezidiert pro-israelischen Haltung regelmäßig zu anderen Ergebnissen als diese NGOs, nämlich denen, dass Siedlergewalt ein „Randphänomen“ und die großen Zahlen ein „Mythos“ sind. Auch der ehemalige US-Botschafter David M. Friedman, der die Siedlungen als einen Teil Israels ansieht, äußerte die Ansicht, dass palästinensische Gewalt mit Abstand israelische Gewalt überwiege.
Theoretisch ließen sich auch Daten des israelischen Justizsystems auswerten. Untersuchungen von Jesch Din legen allerdings nahe, dass Palästinenser immer häufiger Gewaltakte gar nicht erst an israelische Behörden melden. Grund dafür sei ein tiefgehendes Misstrauen in die Behörden, nach deren Ermittlungen es zwischen 2005 und 2024 nur in weniger als 7 % der gemeldeten Fälle zu einer Anklage bzw. Verurteilung kam.

## Historischer Kontext und Ursachen
Seit der Besetzung des Westjordanlands durch Israel im Jahr 1967 sind israelische Siedlungen in den besetzten Gebieten entstanden, was zu Spannungen mit der palästinensischen Bevölkerung und wechselseitigen Gewalttaten geführt hat. Die Besiedlung des Westjordanlands ist weiterhin im Gange; 2023 etwa wurde die Bevölkerung von 21 palästinensischen Orten vertrieben, 26 auch nach israelischer Einschätzung illegale „Außenposten“ wurden neu errichtet und gleichzeitig 15 Außenposten zu (nach israelischer Ansicht legalen, nach internationaler Einschätzung ebenfalls illegalen) Siedlungen umdeklariert. Stand 2023 lebten so im Westjordanland neben den 2,8 Mio. Palästinensern knapp 465.000 jüdische Siedler in 146 Siedlungen und 144 Außenposten.
Regionale Verteilung von Siedlergewalttaten nach Gouvernement; ACLED 2024

Link zum Bild

Untersuchungen zu Siedlergewalt zeigen, dass sich die Gewaltbereitschaft unter israelischen Siedlern nicht gleichmäßig verteilt. Vielmehr lassen sich mehrere geografische Schwerpunkte und soziale Trägergruppen identifizieren, in denen bzw. durch die Siedlergewalt besonders häufig auftritt. So hat etwa das Armed Conflict Location and Event Data Project (ACLED) 2024 aufgezeigt, dass Siedlergewalt regelmäßig am häufigsten in den Gouvernements Ramallah, Nablus und Hebron geschieht und demnach mit der Anzahl an „ideologisch motivierten [israelischen] Siedlungen und nicht autorisierten Außenposten“ korrespondiert. Zu den zentralen Trägergruppen der Siedlergewalt zählen radikalisierte Jugendliche, die in den vergangenen Jahren viele der illegalen Außenposten errichtet haben (s. u.), und Angehörige von Lehava und der offiziell verbotenen Organisationen Kach und Kahane Chai.
Nir Gazit hat außerdem in Einzelinterviews mehrere Motive identifiziert, die Gewaltbereitschaft von Siedlern entscheidend beeinflussen, und die wieder nicht bei allen Siedlern im selben Maße gegeben sind. Diese sind:
1. Zionistische Ideologie: Das Anliegen, für jüdische Dominanz im und israelische Herrschaft über das Westjordanland Zeichen zu setzen.[26]
2. Religion. So motivieren mehrere Rabbiner andere Siedler zu Gewalttaten, da diese nach ihrer Interpretation durch die Halacha geboten seien (besonders prominent: Yitzchak Ginsburgh.[27]).
3. Sicherheit: Zivile Gewalt soll ausgleichen, wo das israelische Militär mit „zu sanfter Hand“ die Sicherheit von Siedlern gewährleistet.[26] Dieses Motiv hängt eng zusammen mit einer bei manchen Siedlern verbreiteten Tendenz, Palästinenser pauschal als gewalttätig aufzufassen.[28][29] Statistische Analysen von Wolfowicz und Salama bestätigen, dass Siedlergewalt nach schweren Fällen palästinensischer Gewalt zunimmt, während sie nach harten staatlichen Gegenmaßnahmen abnimmt.[30]

Bei derselben statistischen Analyse haben Wolfowicz und Salama außerdem festgestellt, dass Inhaftnahmen gewalttätiger Siedler Siedlergewalt zurückgehen lässt, weichere Maßnahmen wie Kontaktverbote oder Hausarreste dagegen wirkungslos blieben.

## Ausmaß und Formen der Gewalt

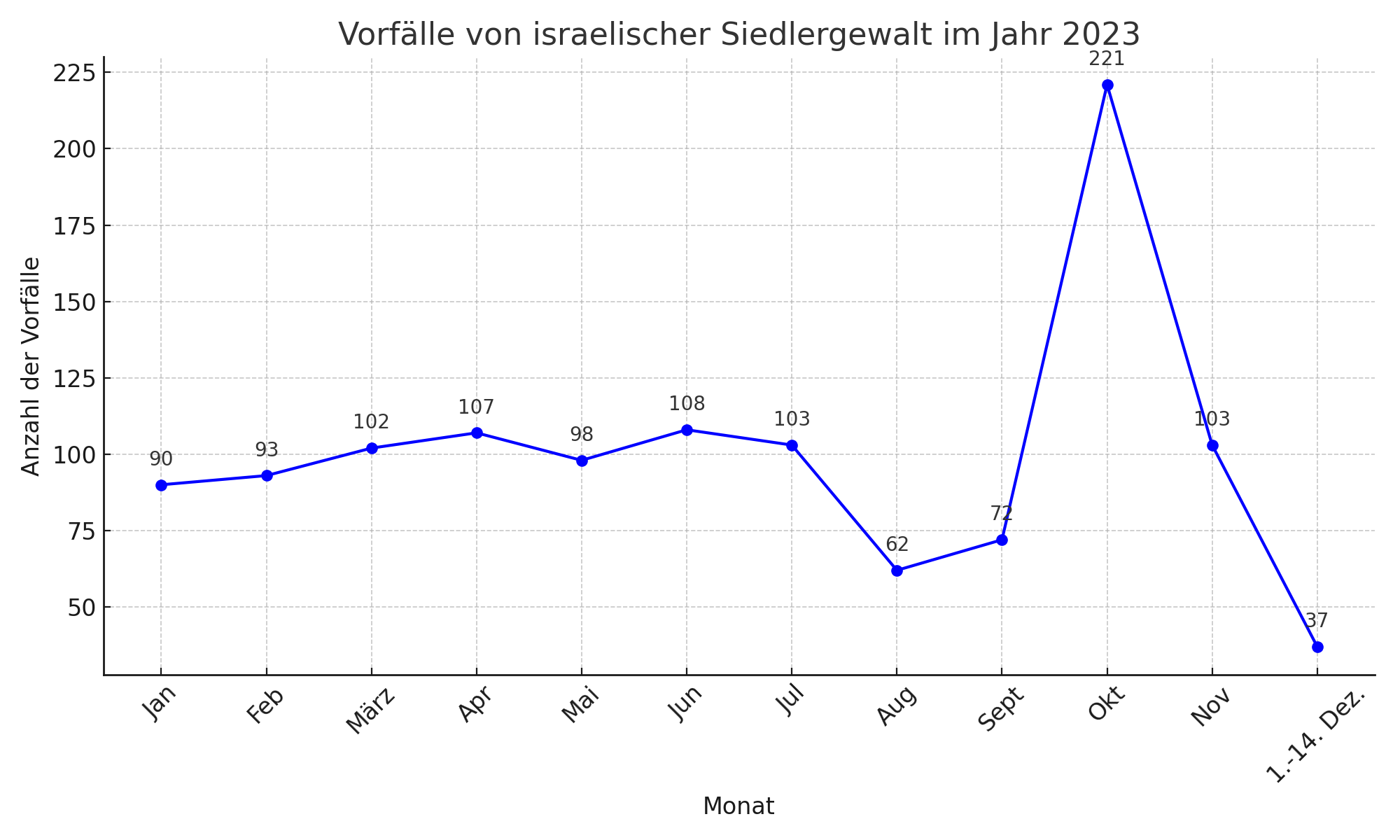
Vorfälle herkömmlicher Siedlergewalt im Westjordanland, 2023

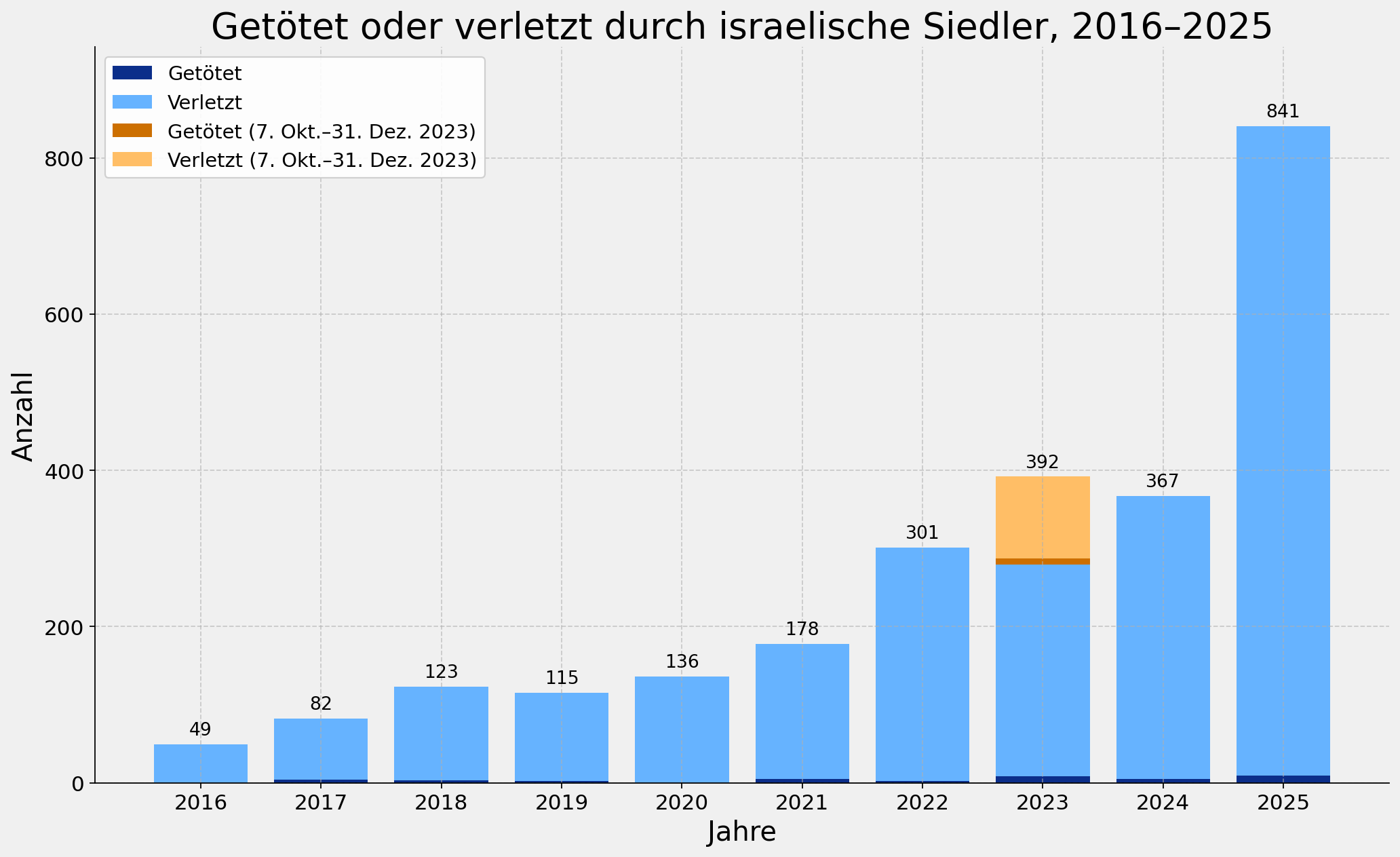
Opfer von Siedlergewalt im Westjordanland, 2016–2024

Nach einem Rückgang von Siedlergewalt ab 2014 dokumentieren Berichte seit 2016 wieder eine stark steigende Zahl an Vorfällen und Opfern von Siedlergewalt. Der Terrorangriff der Hamas auf Israel 2023 vom 7. Oktober 2023 hat zwar in diesem Monat zu einer Häufung von Gewalttaten geführt, die Zahlen bis September zeigen aber, dass im Jahr 2023 auch unabhängig davon ähnlich viele Gewalttaten wie in vorigen Jahren registriert wurden. Nach dem 7. Oktober nahm Siedlergewalt noch einmal deutlich zu. Bei der Olivenernte 2023 etwa kam es zu mehr als doppelt so vielen Vorfällen wie in den vergangenen fünf Jahren.
Besonders auffällig waren ab Anfang 2023 mehrere Überfälle größerer Gruppen von Siedlern auf palästinensische Orte, wie man sie zuvor nicht feststellen konnte:
- Februar 2023: Sturm mehrerer hundert Siedler auf den Ort Huwara,[39][40][41]
- Juni 2023: Sturm mehrerer hundert Siedler auf die Orte Turmus Ayya[42][43][44] und Al-Lubban ash-Sharqiyah,[45][46][47] denen zunächst eine siebenfache Tötung von Palästinensern in Dschenin und darauf eine zweifache Tötung von Israelis nahe Eli voranging,
- 12.–16. April 2024: Sturmserie mehrerer Hundert Siedler auf insgesamt 14 Dörfer und Städte, darunter Duma und al-Mughayir, nachdem am ersten Tag ein 14-jähriger Bewohner eines israelischen Außenpostens vermisst wurde und tags darauf tot aufgefunden wurde,[48][49][50]
- August 2024: Sturm mehrerer Dutzend Siedler auf das Dorf Jit,[51][52][53]
- Oktober 2024: Überfall mehrerer Dutzend Siedler auf das Dorf Jalud.[54][55][56]
- Januar 2025: Angriffswelle mehrerer Dutzend bis Hundert Siedler auf Turmus Ayya und drei weitere Dörfer in Reaktion auf die an diesem Tag beginnende Waffenruhe im Gaza-Krieg.[57][58][59] Tags darauf Sturm mehrerer Dutzend bis Hundert Siedler auf die Dörfer Al-Funduq, Jinsafut und Hajja.[60][61][59] Al-Funduq war bereits Anfang des Monats Ziel eines größeren, von einer Online-Kampagne unter das Motto „Löscht Funduq jetzt aus!“ gestellten  Angriffs gewesen,[62][63] nachdem am 6. Januar drei Siedler erschossen worden waren.[64]
- Februar 2025: Überfall von etwa 200 Siedlern auf vier Höfe; Raub mehrerer Hundert Schafe und Vertreibung von knapp 100 Palästinensern.[65][36]

Einige dieser Vorfälle wurden auch in Israel als „Pogrome“ bezeichnet und brachten mehrere israelische Politiker dazu, sich neu zu Siedlergewalt zu positionieren.
Die israelische Menschenrechtsorganisation Jesch Din führt eine eigene, kleinere Datenbank zu Siedlergewalttaten, in der diese genauer kategorisiert sind. Stand 2023 waren ca. 13 % davon territoriale Gewalttaten (z. B. Landraub durch unerlaubtes Einzäunen), die zwar nicht zur Siedlergewalt im engeren Sinn gerechnet werden, aber fast stets auch mit herkömmlichen Siedlergewalttaten einhergehen. Etwa 40 % waren klassische Gewalttaten wie Mord, Verletzung, Beschuss und Steinigung, außerdem Bedrohung sowie Tötung oder Verletzung von Vieh. Bei den übrigen handelte es sich um Eigentumsdelikte wie Brandstiftung, Diebstahl, Sachbeschädigung von Bäumen und Feldfrüchten oder Vandalismus.
Die Erhebung des Ausmaßes von Siedlergewalt ist jedoch komplizierter geworden, da wegen der besonderen Struktur der israelischen Besetzung des Westjordanlands zivile Gewalt und staatliche Gewalt zunehmend verschwimmen (s. u.). 2022 etwa wurden nach OCHA-Daten 152 der 154 getöteten Palästinenser im Westjordanland durch „israelische Kräfte“ („Israeli forces“) umgebracht und werden daher nicht zu Opfern von Siedlergewalt gerechnet. Drei der vier häufigsten Todesursachen (neben Auseinandersetzungen an Checkpoints) hingen aber dennoch mindestens indirekt mit Siedlergewalt zusammen:
- Militärischer Beschuss von palästinensischen Demonstrationen gegen territoriale Siedlergewalt
- Tötungen bei Such- und Festnahme-Operationen, die im Westjordanland auch paramilitärische Zivilisten durchführen dürfen (s. u.)
- „indirekte Siedlergewalt“, bei der Siedler sich in Begleitung von Militärs Zugang zu palästinensischem Land oder palästinensischen religiösen Stätten verschaffen, so Konflikte anbahnen und in der Folge protestierende Palästinenser durch die Vertreter staatlicher Gewalt erschossen werden.

Hier konkrete Zahlen zu benennen ist jedoch kaum möglich, da in vielen Fällen beide Seiten den Hergang der Taten unterschiedlich darstellen.

## Siedlergewalt und staatliche Gewalt
Eine Besonderheit der israelischen Besetzung des Westjordanlands ist der fließende Übergang von ziviler Gewalt zu staatlicher Gewalt. Dies lässt sich vor allem in zwei Bereichen feststellen: (1) Siedlergewalt und militärische Gewalt überlagern einander im Westjordanland; (2) Siedlergewalt verstärkt Maßnahmen der israelischen Administrative. (1) ist Thema dieses Abschnitts, (2) wird im folgenden Abschnitt nebenbei mitbehandelt.

### Verschmelzung von Siedlergewalt und militärischer Gewalt

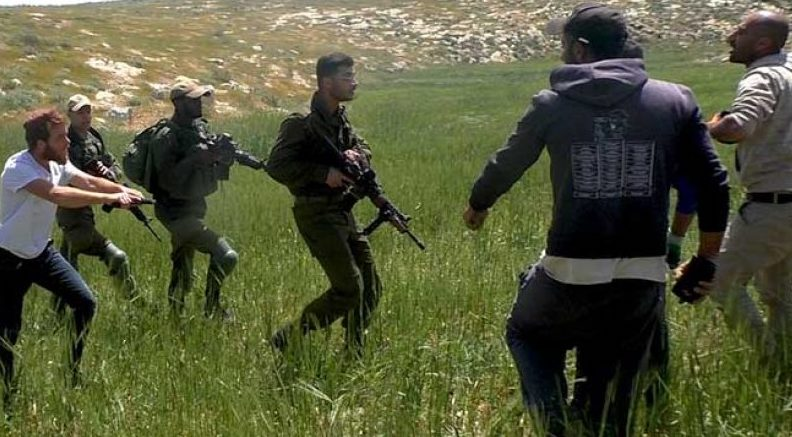
Bewaffneter Siedler in Begleitung von Militärs bedroht palästinensische Landwirte.

Vor allem im 21. Jahrhundert haben sich gleichzeitig sowohl Siedlergewalt als auch die Organisation der Israelischen Verteidigungsstreitkräfte im Westjordanland auf eine Weise entwickelt, dass beide einander zunehmend überlagerten. Minka-Brand beschrieb daher schon 2011 das israelische Sicherheitssystem im Westjordanland insgesamt nicht als „militärisch“, sondern als „zivilitärisch“. ACLED zählte mehrere Faktoren auf, aufgrund derer sich dieser Trend nach Beginn des Gazakriegs ab 2023 zusätzlich beschleunigte und „die Grenzen zwischen Siedlern und dem Militär zunehmend verschw[a]mmen“.
Zu diesem „zivilitärischen“ Phänomenbereich gehört:
1. Seit mehreren Jahrzehnten existieren in den besetzten Gebieten von der israelischen Armee und Polizei bewaffnete zivile Truppen wie die Kitot Konenut,[74][75] zu denen auch Volontäre der israelischen Grenzpolizei gezählt werden, und Bürgerwehren mit polizeilichen Vollmachten wie HaMischmar HaʿEzraḥi. Gewalttätige Siedler operieren also bisweilen auch oder sogar gleichzeitig als Vertreter der staatlichen Gewalt.
Im Zuge des Gazakriegs seit 2023 wurden vor allem die Kitot Konenut mit knapp 600 jeweils mindestens 10 Truppen umfassenden Verbänden noch einmal stark aufgestockt,[76][77] nachdem reguläre Truppen nach Gaza abgezogen wurden.[78] In diesem Zusammenhang wird von gezielten Angriffen von paramilitärischen Truppen auf palästinensische Dörfer und Zivilisten berichtet, auch unter dem Vorwand der Selbstverteidigung oder von Sicherheitsoperationen.[79][80][81][82][83]
2. Hervorzuheben sind besonders die „Civilian Security Coordinators“ (CSCs: „zivile Sicherheitskoordinatoren“), eine Art Sheriffs, die vom israelischen Militär ausgebildet und bewaffnet werden, die (wie die Kitot Konenut) Durchsuchungen durchführen, Personen in Haft setzen und Gewalt anwenden dürfen, die aber von Siedlern aus ihrem Kreis gewählt werden und von den Siedlungen angestellt werden.[84] Hareuveni hat 2014 schon 265 CSCs gezählt;[85] mittlerweile werden es noch mehr sein. Tote und Verletzte bei besagten Such- und Festnahmeoperationen werden in der OCHA-Statistik gesondert registriert; vom 20. Dezember 2022 bis zum 18. September 2023 etwa kam es zu ca. 2600 solchen Operationen mit ca. 2500 Verletzten. Jesch Din ist der Ansicht, dass schon die bloße Existenz von CSCs „das Prinzip von Rechtsstaatlichkeit im Westjordanland untergräbt, bis zu dem Punkt, dass es ganz bedeutungslos wird.“[86]
3. Zum Schutz von Siedlungen abgestellte Militärs, die gemäß Artikel 27 des Genfer Abkommens IV Palästinenser ebenso schützen müssen wie Siedler, unterstehen d. Ö. dem direkten Kommando der CSCs[87] oder inoffiziell dem Kommando der Siedler, die sie angestellt haben,[88] weshalb Siedlergewalt auch die Form von durch zivile Kräfte angeordneter staatlicher Gewalt annehmen kann. Auch deshalb zieht Siedlergewalt auch dann, wenn sie nicht schon selbst mit Morden oder Verletzungen einhergeht, oft nach sich, dass nach einer Anbahnung von Konflikten (von Siedlern gewählte und angestellte) Sicherheitskräfte und (diesen unterstehende) Militärs eingreifen, wonach dann diese Institutionen töten oder verletzen.[89][90][91][92] Vom 20. Dezember 2022 bis zum 18. September 2023 etwa wurden ca. 2000 Palästinenser von Vertretern der Staatsgewalt verletzt, nachdem Siedler einen Konflikt angebahnt hatten.[93]
4. Hinzu kommt schließlich noch, dass Siedler auch Akte herkömmlicher Siedlergewalt regelmäßig in militärischer Uniform begehen,[82] um damit militärische Macht und Präsenz auch bei Abwesenheit des Militärs zu demonstrieren (siehe oben zum ersten Motiv für Siedlergewalt),[94] wonach sie auch von den Opfern nur schwer vom eigentlichen Militär auseinandergehalten werden können.[95]

Dies gilt aber nicht für alle Soldaten: Der Bericht „On Duty“ von Breaking the Silence etwa versammelt viele Zeugnisse von Soldaten, die sich korrekt verhielten und gegen Siedlergewalt vorgingen, wonach auch diese israelischen Soldaten Opfer von Siedlergewalt wurden. Umfragen unter Palästinensern legen aber nahe, dass solches Verhalten nicht die Regel ist: Bei einer repräsentativen Umfrage von 2023 etwa (a) gaben nur 8 % an, das israelische Militär würde Siedlergewalt unterbinden. (b) 66 % dagegen sagten, das Militär greife grundsätzlich nicht ein, (c) 24 % sagten sogar, das Militär beteilige sich an Siedlergewalttaten. Unter den Befragten, die 2023 Opfer von Siedlergewalt geworden waren, antwortete niemand mehr mit (a), 30 % mit (b) und 70 % mit (c).
Angehörige von Polizei und Militär werden noch seltener strafrechtlich verurteilt als zivile Gewalttäter (3 %, s. o.). Auswertungen von Jesch Din legen nahe, dass zwischen 2017 und 2021 weniger als 1 % aller Beschwerden zu einer Verurteilung führten. Bis 2016 war die höchste Strafe für einen Palästinensermord durch einen Soldaten eine Verurteilung zu sieben Monaten Haft. Dagegen werden angeklagte Palästinenser, deren Fälle anders als die mutmaßlich gewalttätiger Siedler illegalerweise nicht vor Zivilgerichten, sondern ebenfalls vor Militärgerichten verhandelt werden, zu mehr als 99 % verurteilt und können darüber hinaus auch ohne oder schon vor Verurteilung in Administrativhaft genommen werden.

### Vorwurf: Siedlergewalt als „State Business“
Siedler können als „(pseudo-)staatliche Akteure“ auftreten und Vertreter staatlicher Gewalt als verlängerter Arm gewaltbereiter Siedler agieren. Sowohl zivile Siedler als auch Angehörige des Militärs bleiben dafür überwiegend straffrei. Für Palästinenser hat das einerseits zur Folge, dass die israelische Staatsgewalt überall dort omnipräsent erscheinen kann, wo Siedler sind, und andererseits, dass willkürliche Siedlergewalt, die sich als mit staatlicher Gewalt identisch präsentiert, diese staatliche Gewalt delegitimiert:
„Das Zusammenspiel und die Dialektik von Legalität und Gesetzlosigkeit (…) erzeugen das, was von Agamben (…) als ‚Ausnahmezustand‘ definiert wurde: eine soziopolitische Sphäre der Gewalt, (…) in der die Unterscheidung von Fakt und Gesetz verschwommen sind. In dieser spezifischen Ordnung werden Legalität und Gesetzlosigkeit (…) ununterscheidbar (…).“
Gazit beschreibt damit vielleicht nur, wie der Phänomenbestand „auf Palästinenser wirkt“. Von Menschenrechtsorganisationen, internationalen Organisationen und anderen Politikwissenschaftlern wird jedoch zunehmend der noch weitergehende Vorwurf geäußert, die Verschmelzung von Siedlergewalt und staatlicher Gewalt geschehe bewusst: Strukturiert und organisiert sei das System von Israels Besatzung nicht auf Sicherheit und Gerechtigkeit, sondern so sehr auf Unsicherheit von Palästinensern und Ungerechtigkeit, dass man auch deshalb als Verantwortlichen für Siedlergewalt letztlich den israelischen Staat sehen müsse. B’Tselem etwa betrachtet daher das Phänomen Siedlergewalt insgesamt als „State Business“ und als integralen Bestandteil einer komplexen Kultur von Gewalt, in der legitime staatliche Gewalt und willkürlicher ziviler Terror fließend ineinander übergehen und einander überlagern. Auch viele israelische Militärs halten Siedlergewalt für einen integralen Bestandteil der Sicherheitsstrategie im Westjordanland. 2023 hat Mais Qandeel eine rechtliche Analyse zu diesem Thema vorgelegt; im Anschluss an B’Tselem ist auch für sie Siedlergewalt „ein Instrument, Siedlerkolonialismus voranzutreiben, da sie es dem Staat ermöglicht, in nur relativ geringem Maße selbst aktiv zu werden und so Verantwortung abstreiten und nicht belangt werden [zu können], während dennoch die übergeordneten Ziele erreicht werden. Siedlergewalt ist der Motor der Strategie des Staates.“ Am stärksten ausgedrückt hat dies Yagil Levy, der hiernach Bürgermilizen u. ä. als sogenannten „grauen Arm der Annexion“ geradezu als eine Art halboffizielle Zweit-Armee Israels analysiert, die für den Staat unter der Hand jene Gewaltakte ausübt, die Israel sich als Rechtsstaat selbst nicht erlauben kann.

### Internationale Bewertung dieses Vorwurfs
Auf internationaler Ebene lassen sich grob drei unterschiedliche Positionierungen zu diesem Vorwurf feststellen:
(1) Bei einem 2024 eröffneten Verfahren vor dem Internationalen Strafgerichtshof machten sich auch die Organisation für Islamische Zusammenarbeit und vier einzelne Länder den Vorwurf zu Eigen, Siedlergewalt sei ein vom israelischen Staat strategisch eingeplantes, gezielt gefördertes und bewusst eingesetztes Mittel der Staatsgewalt.
(2) Viele Länder des globalen Nordens haben umgekehrt Ende 2023 noch einmal betont, dass sie nach wie vor Einzeltäter als die Verantwortlichen sähen, indem die Europäische Union und die USA Sanktionen gegen einzelne Siedlergewalttäter ausgesprochen haben und zusätzlich die EU, Australien, Kanada, England und elf einzelne europäische Staaten (ohne Deutschland) ein Statement veröffentlichten, in dem Israel als die „okkupierende Macht“ aufgefordert wird:
„Die Verantwortlichen für die Gewalt müssen vor Gericht gebracht werden. Israels Versagen / Versäumnis [‚failure‘], Palästinenser zu schützen und extremistische Siedler strafrechtlich zu verfolgen, hat zu einem Umfeld nahezu vollständiger Straflosigkeit geführt, in dem die Siedlergewalt ein beispielloses Ausmaß erreicht hat. Dies untergräbt die Sicherheit im Westjordanland und in der Region und bedroht die Aussichten auf einen dauerhaften Frieden.
Wir begrüßen zwar das Statement der israelischen Regierung zu diesem Thema vom 9. November, in dem sie mitteilte, dass gegen Gewalttäter vorgegangenen werden werde; allerdings müssen nun proaktive Schritte unternommen werden, um den Schutz palästinensischer Gemeinden umgehend und effektiv sicherzustellen. Worte sind wichtig, aber diese müssen nun auch in Handlungen übersetzt werden.“
Das ist auch die Position, die sich aus Statements von Politikern der politischen Mitte Israels ablesen lässt: Obwohl die meisten Siedler gesetzestreue Bürger seien, sei die Zahl von Siedlergewalttaten wirklich inakzeptabel hoch. Verantwortlich seien aber nur Einzeltäter, und diese müssten und würden nun noch entschiedener durch Israel sanktioniert werden.
(3) Nur Israels rechter Rand hat sich anders positioniert und erklärt, dass die hohen Zahlen von Siedlergewalttaten „antisemitische Lügen“ und die harten Urteile gegen Siedler in Israel und anderen Ländern Framing seien, das die grundsätzlich gesetzestreue Siedlerbewegung in ein falsches Licht rücke.
Verschiedentlich wurde jedoch der Vorwurf erhoben, diese dritte Gruppe sei es, die nach der Ernennung von Ben-Gvir zum Polizeiminister und der Betrauung von Finanzminister Smotrich auch mit der Aufsicht über zivile Angelegenheiten im Westjordanland Israels Strategie gegen Siedlergewalt bestimme. So habe Ben-Gvir im April 2024 „als direkte Reaktion“ auf Sanktionen eine eigene Polizei-Spezialeinheit geschaffen, die gegen „Anarchisten“, die Informationen an die sanktionierenden Staaten weitergäben, ermitteln soll. Ähnlich veröffentlichte bereits im Herbst 2023 der israelische Channel 12 ein internes Dokument von IDF-Kommandant Yehuda Fox, laut dem Ben-Gvir an die Polizei im Westjordanland die Direktive ausgegeben habe, Ermittlungen bei Siedlergewalt zu unterlassen. Während Ben-Gvir diesen Vorwurf nicht zurückwies, stritt die Polizei die Existenz der Direktive ab. Ende 2024 wurde ein ähnlicher Vorwurf vor Gericht verhandelt: Nachdem Ben-Gvir Avishai Muallem zum Polizeikommandanten im Westjordanland gemacht hatte, erhob der israelische Geheimdienst Schin Bet den Vorwurf, dieser sei Ben-Gvirs politischer Linie gefolgt, indem er Hinweisen auf Siedlergewalt durch Schin Bet nicht nachgegangen sei oder nur Scheinuntersuchungen eingeleitet und zudem Falschinformationen über das Ausmaß von Siedlergewalt veröffentlicht habe, um sich damit die Beförderung zum Polizeikommandanten zu erkaufen. Im Dezember 2024 wurde Muallem im Rahmen der Untersuchungen mit der Auflage, sich nicht zu den Ermittlungen zu äußern, unter Hausarrest gestellt.

## Spezielle Formen von Gewalt

### Angriffe auf Landwirtschaft und Vieh

#### Kontext: Land- und Viehwirtschaft im Westjordanland
Landwirtschaft und die Viehwirtschaft vor allem mit Schafen und Ziegen ist ein wichtiger palästinensischer Wirtschaftszweig: Im Westjordanland (inkl. Ostjerusalem) war 2020 beides offiziell Hauptbeschäftigung von 6,4 % der Bevölkerung; hinzu kommen noch weit mehr informell in Land- und Viehwirtschaft eingebundene Familienmitglieder und Tagelöhner. Besonders Anbau und Verarbeitung von Oliven, die 2017 allein schon für 90.000 Familien Haupt- oder Nebenerwerb waren, spielt auch ideell eine große Rolle, da Olivenbäume in Palästina als nationales Symbol wahrgenommen werden.
Vor 2017 waren noch wesentlich mehr Palästinenser in Landwirtschaft und Viehzucht tätig; von 2011 (ca. 12 %) bis 2017 (ca. 7 %) hat sich der Beschäftigten-Anteil in den palästinensischen Gebieten jedoch konstant reduziert. Eine UN-Studie von 2015 kam zum Ergebnis, dass die wichtigsten Faktoren für diesen Rückgang die Expansion israelischer Siedlungen, der Straßenbau für israelische Siedlungen, der Landverlust durch den Bau von Sperranlagen, die Deklarierung von landwirtschaftlicher Fläche und Weidefläche zu Sperrzonen sowie das Verbot des Imports von Düngemittel seien. Eine wichtige Rolle spielt außerdem die Wasserfrage: Zugang zum (ohnehin stark beanspruchten) Jordan ist Palästinensern untersagt, vom größten Grundwasser-Reservoir im Westjordanland stehen ihnen theoretisch 20 % zu, die aber aufgrund israelischer Übernutzung nicht existieren. Kleinere Quellen werden systematisch palästinensischen Dörfern ab- und manchmal stattdessen israelischen Siedlungen zuerkannt; der Bau von Regenwasser-Zisternen muss von Israel genehmigt werden, auch nach selten genehmigtem Bau werden sie aber häufig von Siedlern oder vom Militär zerstört und Wassertanks gestohlen oder konfisziert. Ein Hektar palästinensischer landwirtschaftlicher Fläche bringt daher auch nur 43 % des Ertrags von einem Hektar israelischer landwirtschaftlicher Fläche im Westjordanland.
Palästinensische Tagelöhner arbeiten deshalb mittlerweile zunehmend nicht mehr auf palästinensischen Farmen, sondern auf israelischen. Eine Human-Rights-Watch-Studie von 2015 zeigt, dass hierbei häufig gesetzeswidrige Kinderarbeit festzustellen ist.

#### Siedlergewalt im Kontext von Land- und Viehwirtschaft

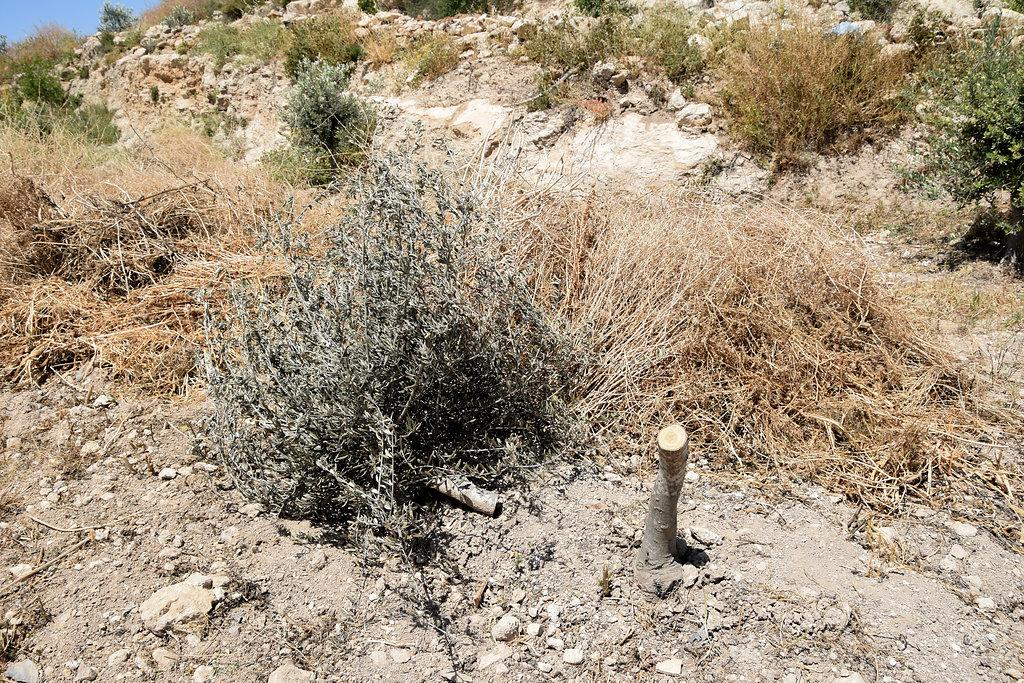
Abgesägter Olivenbaum in 'Urif

Direkte Siedlergewalt verschärft diese Sphäre der Besatzung noch weiter. Einige verbreitete Strategien sind:
- Sachbeschädigung von Bäumen und landwirtschaftlicher Fläche. Bei einer OCHA-Studie von 2023 gaben 62 % der befragten Palästinenser an, dass Siedler schon einmal ihr Getreide verbrannt, landwirtschaftlichen Besitz (Maschinen etc.) sabotiert oder demoliert oder eigenes Vieh auf palästinensische Felder getrieben hätten.[164] Laut IKRK wurden allein zwischen 2007 und 2010 10.000 Ölbäume von Siedlern gefällt oder verbrannt;[165] laut einem Report von 21 NGOs allein 43.000 Olivenbäume zwischen Oktober 2023 und Mai 2024.[166]
- Direkte Angriffe während der Ernte. Diese haben ein solches Ausmaß, dass es in Israel mit der „Harvest Coalition“ mittlerweile einen eigenen Dachverband für Aktivistengruppen gibt, die sich im Personenschutz erntender Palästinenser engagieren.[167] Diese werden auch von Siedlern und Soldaten angegriffen.[168]
- Landraub infolge von Siedlergewalt. Der übliche Ablauf ist wie folgt:[169][170] Nachdem es auf palästinensischer landwirtschaftlicher Fläche zu Auseinandersetzungen gekommen ist, wird diese Fläche zur „Prior Coordination Area“ erklärt. Hiernach erhalten Palästinenser zu ihrem Land i. d. R. nur zur Pflanz- und Erntezeit Zutritt, wenn die israelische Administration dies bewilligt, israelische Soldaten verfügbar sind, die den Palästinensern Geleitschutz geben und Siedler der nächstgelegenen Siedlung diesem Zutritt zustimmen. Sind alle Voraussetzungen gegeben, können immer noch die Soldaten nicht erscheinen oder einzelne Siedler trotz Koordination, Geleitschutz und Zustimmung den Zutritt mit Waffengewalt verhindern.[171] Effektiv ist damit die so umdeklarierte Fläche oft gänzlich Sperrzone für Palästinenser.[172] Nimmt man die landwirtschaftliche Fläche von Palästinensern hinzu, zu denen die Eigentümer wegen des Mauerbaus oder wegen zu großer Nähe zu israelischen Siedlungen grundsätzlich keinen Zutritt mehr haben, waren damit 2023 9.680 ha allein an landwirtschaftlicher Fläche für Olivenanbau in palästinensischem Privatbesitz Sperrzone.[173]
- Angriffe auf Vieh. 18,3 % der von OCHA befragten Palästinenser gaben an, dass Siedler schon einmal Tiere aus ihrer Herde getötet hätten.[174][175]

- Landraub von Ackerland und Weidefläche durch Installation von „Farming Outposts“ und „Shepherding Outposts“.[176][177][178] Bei denselben handelte es sich ursprünglich um eine neue Strategie v. a. von Hilltop Youths (s. u.). 35 der 50 zwischen 2017 und 2021 neu gegründeten Außenposten waren solche „Shepherding Outposts“,[179] mit denen Jugendliche eigene kleine Viehwirtschaftsbetriebe auf palästinensischem Land errichteten, um hiernach palästinensische Hirten von Weideflächen und Tränkstätten zu verdrängen. Zunehmend beschleunigte sich dieser Trend: Allein zwischen Oktober 2023 und Juli 2024 entstanden mindestens 25 weitere solcher Außenposten, durch die insgesamt 40 beduinische Gruppen verdrängt wurden.[180] Dieser Landraub ist nicht schon selbst direkte Siedlergewalt (sondern territoriale Gewalt), führt aber häufig zu Auseinandersetzungen, in denen dann israelisches Militär eingreift, und von den Farming und Shepherding Outposts selbst werden d. Ö. herkömmliche Angriffe auf Palästinenser unternommen.[181][182] Eine Untersuchung von Haaretz von 2024 zeigte auf, dass sich dieses Unternehmen seit Kurzem transformiert hat und Hauptträger mittlerweile nicht mehr die Hilltop Youths sind, sondern der Staat Israel in Kooperation mit dem Jüdischen Nationalfonds, der Zionistischen Weltorganisation und der Siedlerorganisation Amana, die diese neue Form von Outposts als eine Art Mini-Internate für Risikojugendliche fördert.[183] Auf diese Weise können sie trotz ihrer Illegalität auch nach israelischem Recht zusätzlich zur Bereitstellung von Infrastruktur und militärischem Schutz auch finanziell vom Staat und staatsnahen NGOs subventioniert werden.[184][185] Von 2017 bis 2023 etwa flossen umgerechnet über 350.000 € Subventionen an Shepherding Outposts und knapp 400.000 € an Farming Outposts;[186] weitere staatliche Subventionen flossen ihnen indirekt über kleinere NGOs zu.[187] 2024 war so ihre Zahl auf 90 angewachsen und konnten von ihnen aus 65.000 ha Land (=12 % des gesamten Westjordanlands) kontrolliert werden.[184]
- 30,4 % der von OCHA befragten Palästinenser gaben an, dass Sieder schon einmal ihre Wasserquellen kontaminiert, beschmiert oder ihre Tränken übernommen hätten. In einer weiteren Studie von 2012 zeigt OCHA am Beispiel von 30 durch Siedler geraubten Wasserquellen, dass bei diesem Spezialfall von Landraub knapp drei Viertel mithilfe von Bedrohung, körperlicher Gewalt oder Waffengewalt geraubt werden.[188] Unter anderem gehören zu solchen zerstörten oder vandalisierten Wasserquellen und Tränkstätten auch Wasserprojekte, die durch Millionen deutscher Entwicklungshilfe finanziert wurden.[189]

### Einschränkung der Bewegungsfreiheit

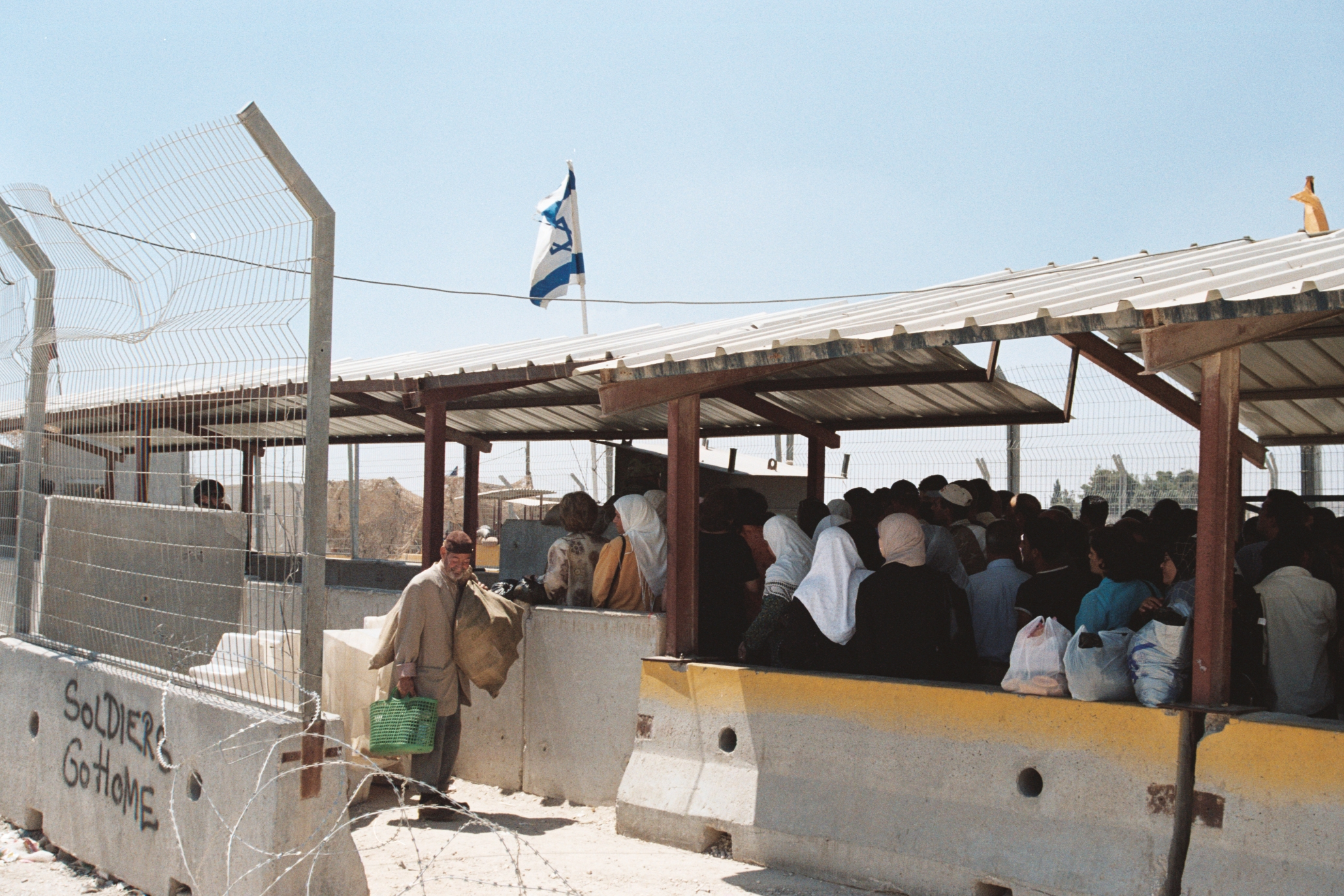
Der Qalandiya-Checkpoint bei Ramallah

Ein weiterer Aspekt der Okkupation des Westjordanlands ist seit den 90er-Jahren und verstärkt seit der Zweiten Intifada ab 2000, die auch auf israelischer Seite viele Opfer forderte, die sogenannte „Closing Policy“, bei der durch die israelischen Sperranlagen, durch Grenzübergänge, ständig besetzte Checkpoints, willkürlich besetzte Checkpoints, „Surprise Checkpoints“ (= improvisierter Checkpoint aus Fahrzeug plus Soldaten), Straßenblockaden, Mauern und Zäune die Bewegungsfreiheit von Palästinensern eingeschränkt wird. Das OCHA, das alle paar Monate neue „Access Restrictions“-Karten herausgeben muss, zählte Mitte 2023 645 solcher Hindernisse im Westjordanland. Da man an nur einem Checkpoint bis zu mehrere Stunden warten können muss (und gleichzeitig für viele Routen mehrere Checkpoints überwinden muss), sind an manchen davon mittlerweile kleine Checkpoint-Basare entstanden.
Die meisten dieser Hindernisse werden von staatlicher Seite errichtet. Als Grund gibt Israel an, sie dienten dazu, die Sicherheit der israelischen Bürger im Westjordanland zu gewährleisten und „Mega-Terrorismus“ zu verhindern. B’Tselem bestreitet dies. Auch in der Mobilitätsforschung stimmt man meist B’Tselem zu: Beim System der Mobilitätsbeschränkung im Westjordanland könnten Palästinenser nie sicher sein, ob ihnen auch innerhalb der besetzten Gebiete Mobilität von den israelischen Behörden bewilligt wird, welche Art von Bewilligung sie ihnen ausstellen werden, welche Checkpoints geöffnet oder geschlossen sein werden, ob vielleicht über Nacht neue Surprise Checkpoints eingerichtet worden sind und ob die diensthabenden Beamten die Bewilligung der Behörden auch akzeptieren werden. Es sei daher nicht daraufhin strukturiert, palästinensische Mobilität für Israelis sicherer zu gestalten, sondern Mobilität überhaupt für Palästinenser unsicher zu machen. Checkpoints etwa seien „keine Überwachungs-Apparate, sondern Unsicherheits-Generatoren, dafür gebaut, palästinensische Mobilität zu kontrollieren – nicht, sie zu regulieren, sondern zu minimieren.“

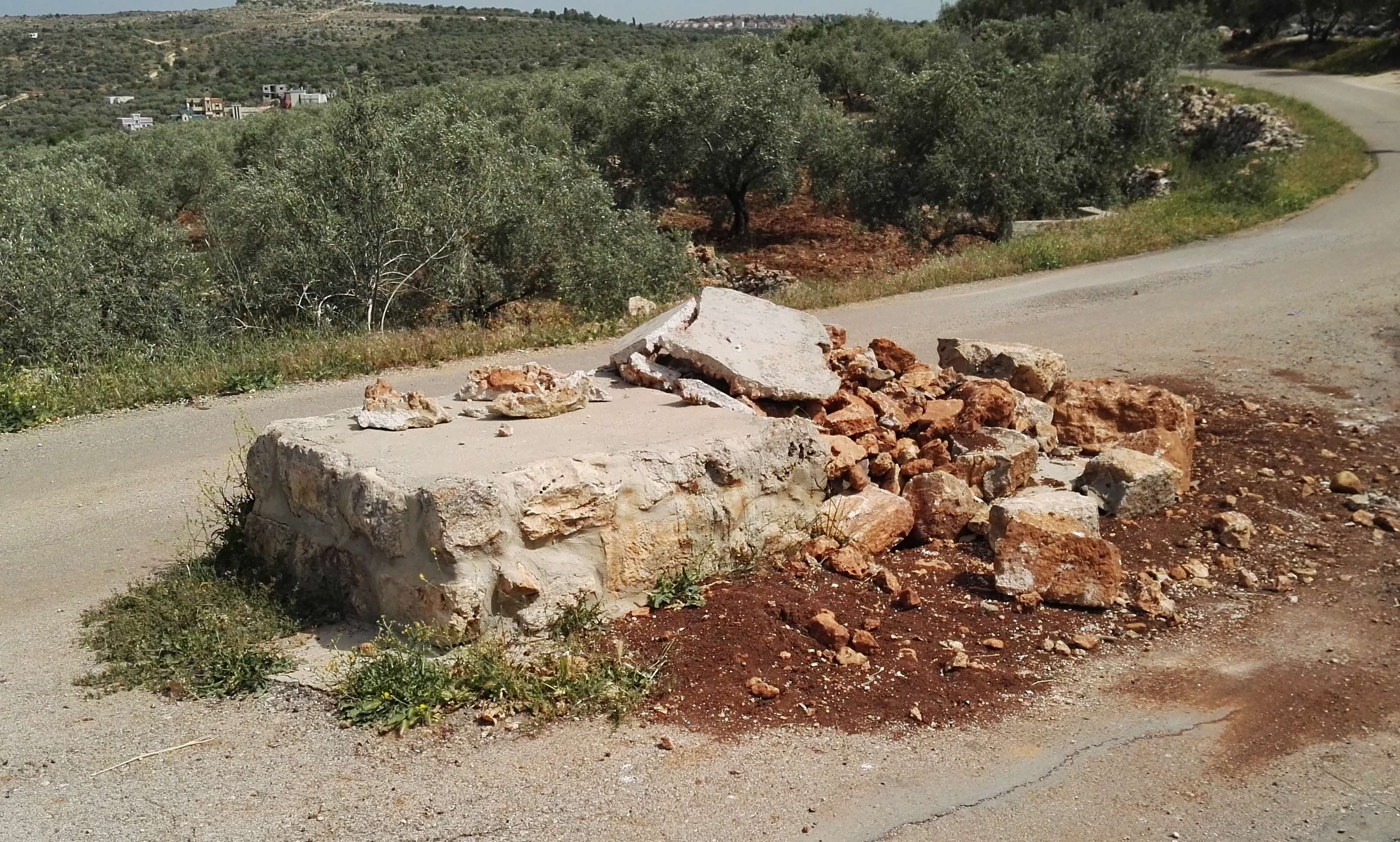
Straßenblockade bei Qarawat Bani Hassan

Gewalttätige Siedler verschärfen auch diesen Bereich der Okkupation noch zusätzlich. Erstens einfach dadurch, dass sie Öffnungen von Straßenblockaden durch das Militär verhindern. Zweitens so, dass sie die Mobilität von Palästinensern auch durch direkte Gewalt verunsichern. In einer Umfrage unter palästinensischen Frauen aus dem Jahr 2019 zum Beispiel gaben diese an, dass eines der größten Hindernisse für ihre Bewegungsfreiheit nicht die israelische Closing Policy sei, sondern ihre Furcht vor militärischer Gewalt und Siedlergewalt, infolge derer außerdem Frauen Mobilität auch von männlichen Angehörigen verwehrt wird.
Drittens machen gewalttätige Siedler sich diese Mobilitätssituation auf noch eine weitere Weise zunutze: Weil so viele Hindernisse die infrastrukturelle Anbindung von Ortschaften einschränken, kann jede Straße zur kritischen Infrastruktur werden. Straßenblockaden und andere Maßnahmen zur Mobilitätsbehinderung sind daher verbreitete Mittel, um einem Dorf die Lebensfähigkeit zu nehmen und so die Dorfbevölkerung zu vertreiben. Beispielsweise wurden aus den 15 palästinensischen Ortschaften, deren Bewohner im Oktober 2023 aus ihren Heimatorten vertrieben wurden, vier Ortsgemeinschaften nur durch direkte Siedlergewalt vertrieben, fünf durch Gewalt von Siedlern und Militärs im Verein – in weiteren dreien errichteten Siedler und Militärs aber gemeinsam zusätzlich Straßenblockaden, in Khirbet ‘Ein a-Rashash taten dies Siedler allein, und in Mleihat wurde die Straße so oft von Siedlern attackiert, dass auch sie nicht mehr befahrbar war.

### Price Tag-Attacken
Als eine zentrale Trägergruppe von Siedlergewalt werden meist die religiös extremistischen „Hilltop Youths“ („Hügelkuppen-Jugendliche“) angesehen. Bei diesen einige Hundert zählenden Jugendlichen handelt es sich typischerweise um Schulabbrecher aus dem israelischen Staatsgebiet, die auch aus Protest gegen die „weich gewordene“ israelische Gesellschaft ins Westjordanland abwandern und dort auf Hügelkuppen in „Outposts“ („Außenposten“) leben, um mit diesen Außenposten, mit Ackerbau, Viehzucht und der Errichtung religiöser Stätten im palästinensischen Gebiet, mit archäologischen Ausgrabungen und eben mit Straftaten gegen Palästinenser die Judaisierung des Landes zu erzwingen.
Obwohl Outposts auch nach israelischer Ansicht stets illegal sind, werden sie selten insgeheim erbaut. Der israelische Sasson Report und diverse Menschenrechtsorganisationen zeigen: Auch Outposts werden regelmäßig von israelischen Behörden genehmigt, werden staatlich finanziert, sind an die israelische Infrastruktur angebunden und werden vom israelischen Militär geschützt. Auch der Siedlergewalt von Outpost-Siedlern kann daher die oben beschriebene Vermischung von Siedlergewalt und staatlicher Gewalt eignen.
Das gilt wahrscheinlich nicht für die „Price Tag“-Attacken („Preisschild-Attacken“), für die man meist die Hilltop Youths als Hauptverantwortliche sieht. Bei dieser speziellen Form von Siedlergewalt werden durch das Militär geräumte Außenposten symbolisch mit einem „Preisschild“ versehen; die „Preise“ sind Rache-Akte – in der Regel Brandstiftung und Vandalismus, selten Mord. So sollen künftige Räumungen verhindert werden, da „der Preis zu hoch ist“. Einige Beispiele für solche Price Tag-Attacken hat 2017 die Anti-Defamation League zusammengetragen.
Eiran und Krause haben die Fälle, die relativ einheitlich als Price Tag-Attacken identifiziert werden, statistisch ausgewertet: Opfer dieser Racheakte ist zwar manchmal wirklich auch das israelische Militär. 51 % der Angriffe richten sich jedoch gegen palästinensisches Privateigentum, andere beliebte Ziele sind Moscheen (Eiran/Krause zählen 40 Vorfälle) und Kirchen (5 Vorfälle). Effektiv müssen bei Price Tag-Attacken also Palästinenser für „Vergehen“ des Staates Israel wie insbesondere die Räumung von Außenposten büßen; sie zahlen den „Preis“, den die Jugendlichen für das jeweilige Vergehen bestimmen.

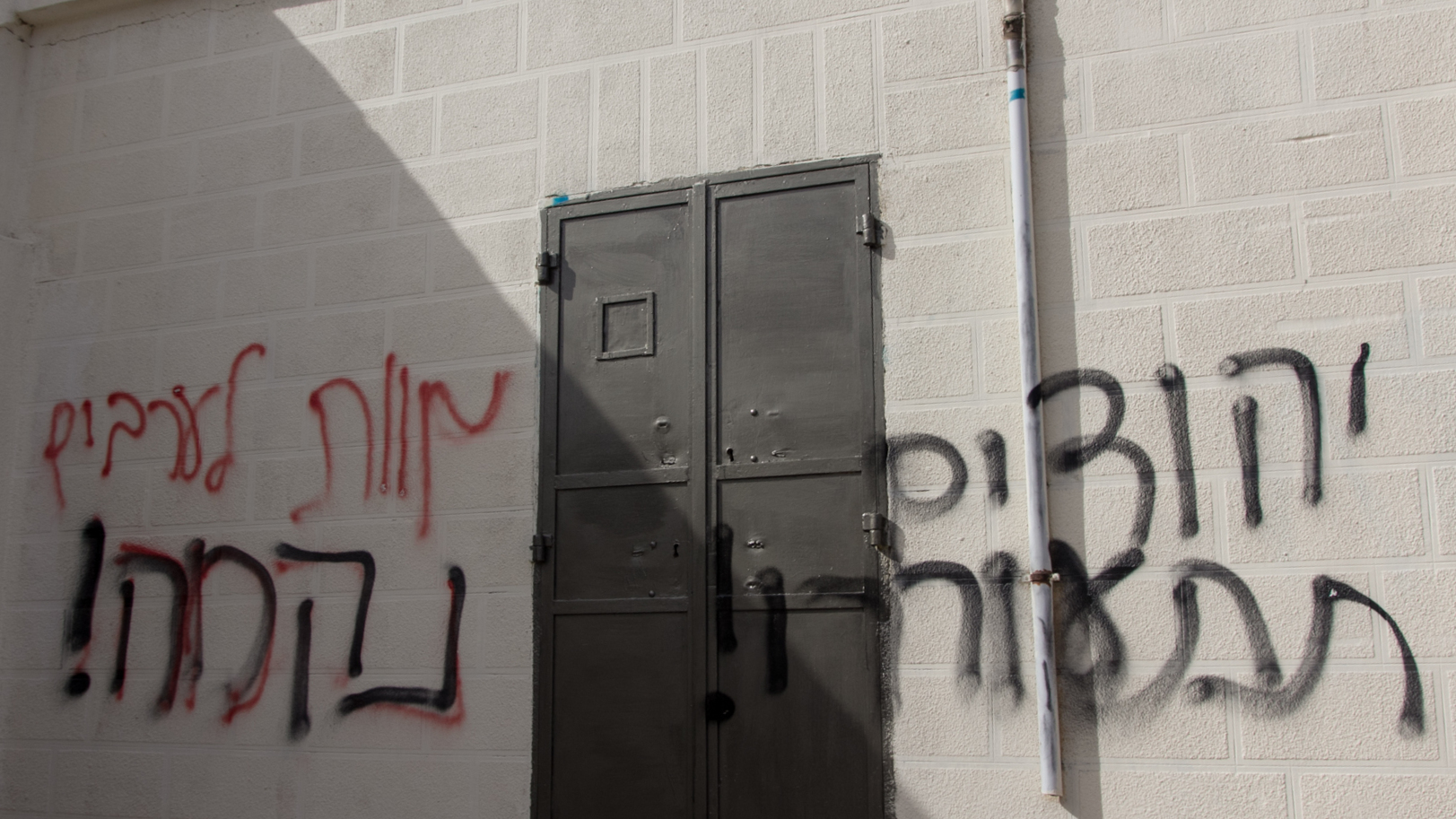
Graffiti an palästinensischem Haus: „Juden, wacht auf!“, „Tod den Arabern“, „Rache!“

Häufig werden Price Tag-Attacken zusätzlich durch Graffiti kommentiert. An ihnen lässt sich die Logik und Ideologie hinter Price Tag-Attacken gut ablesen: Wird nicht nur „tag mehir“ („Preisschild“) gesprayt, stehen oft antiarabische, antimuslimische oder antichristliche Slogans und/oder Hinweise auf kürzlich geräumte Außenposten an den vandalisierten Objekten. Damit sind diese Graffiti die einzigen klaren Indizien, mithilfe derer sich Siedlergewalttaten sicher als Price Tag-Attacken identifizieren lassen – davon abgesehen unterscheidet sie phänomenal nichts von Brandstiftungen und Vandalismus-Akten in der herkömmlichen Siedlergewalt.

#### Price Tag-Attacken und Straffreiheit
Neu ist an diesem Phänomen, dass Price Tag-Attacken mindestens indirekt auch gegen den israelischen Staat gerichtet sind. Dennoch werden die Täter nur unwesentlich häufiger strafrechtlich verfolgt und verklagt als herkömmliche Siedlergewalttäter (nämlich in 5 % statt 3 % der Fälle). Das ist erklärungsbedürftig, weil erstens manche israelische Politiker die Price Tag-Taktik sogar offiziell als „Terrorismus“ bezeichnen, weil zweitens angesichts der starken Militärpräsenz im Westjordanland jegliche Strafverfolgung eigentlich sehr gut möglich sein müsste und weil es sich drittens bei den Tätern letztlich um das israelische Pendant minderjähriger Punks handelt.
Erklärungsversuche gibt es bisher wenige: In Israel wird gelegentlich geschrieben, die Hilltop Youths seien Terrorzellen-artig und damit einfach zu raffiniert strukturiert. Alimi und Demetriou geben dem Militär die Schuld: Dieses sei dadurch korrumpiert, dass im Westjordanland eingesetzte Militärs zum großen Teil selbst Siedler sind; das Militär als Ganzes könne deshalb nicht effektiv gegen die Siedlerbewegung der Hilltop Youths vorgehen. Ähnlich vermutet Haviv Gur von der Times of Israel allgemein Befangenheit der ganzen israelischen Gesellschaft als Motiv, da Hilltop Youths von Israelis als die „Söhne“ des eigenen Volks angesehen würden. Noch etwas weiter gehen schließlich Shalhoub-Kevorkian und David, die ähnlich wie Levy zu den Bürgermilizen (s. o.) auch im Falle der Hilltop Youths und ihrer Price Tag-Attacken annehmen, dass der Staat Israel beide Phänomene insgeheim gutheißt, weil durch die Hilltop Youths Landraub und durch ihre Price Tags Terror realisiert wird, den ein Rechtsstaat selbst sich nicht erlauben kann, und dies erklärte die geringe Verurteilungsquote.

#### Price Tag-Attacken in Umfragen
Zur Bewertung von Siedlergewalt allgemein in der israelischen Bevölkerung gibt es wenige Statistiken: Es gibt keine Umfragen dazu, was man grundsätzlich von Siedlergewalt halte; seit 1982 gab es auch keine mehr unter Siedlern zu der Frage, ob man sich schon einmal an Siedlergewalttaten beteiligt habe. Gelegentlich wird aber abgefragt, wie man „Price Tag-Attacken“ sehe, die als „terroristische“ Handlungen unter Siedlergewalttaten den schlechtesten Ruf haben: In einer Umfrage von Anfang 2011, die allerdings unmittelbar nach dem Mehrfachmord von Itamar gemacht wurde, hielten unter jüdischen Israelis 22 % selbst diese Price Tag-Attacken für „völlig gerechtfertigt“ und weitere 23 % für „eher gerechtfertigt“. Ende des Jahres wurde die Frage noch einmal umformuliert; hier gaben 88 % der jüdisch-israelischen Befragten an, dass sie „Price Tag-Attacken ablehnten“.

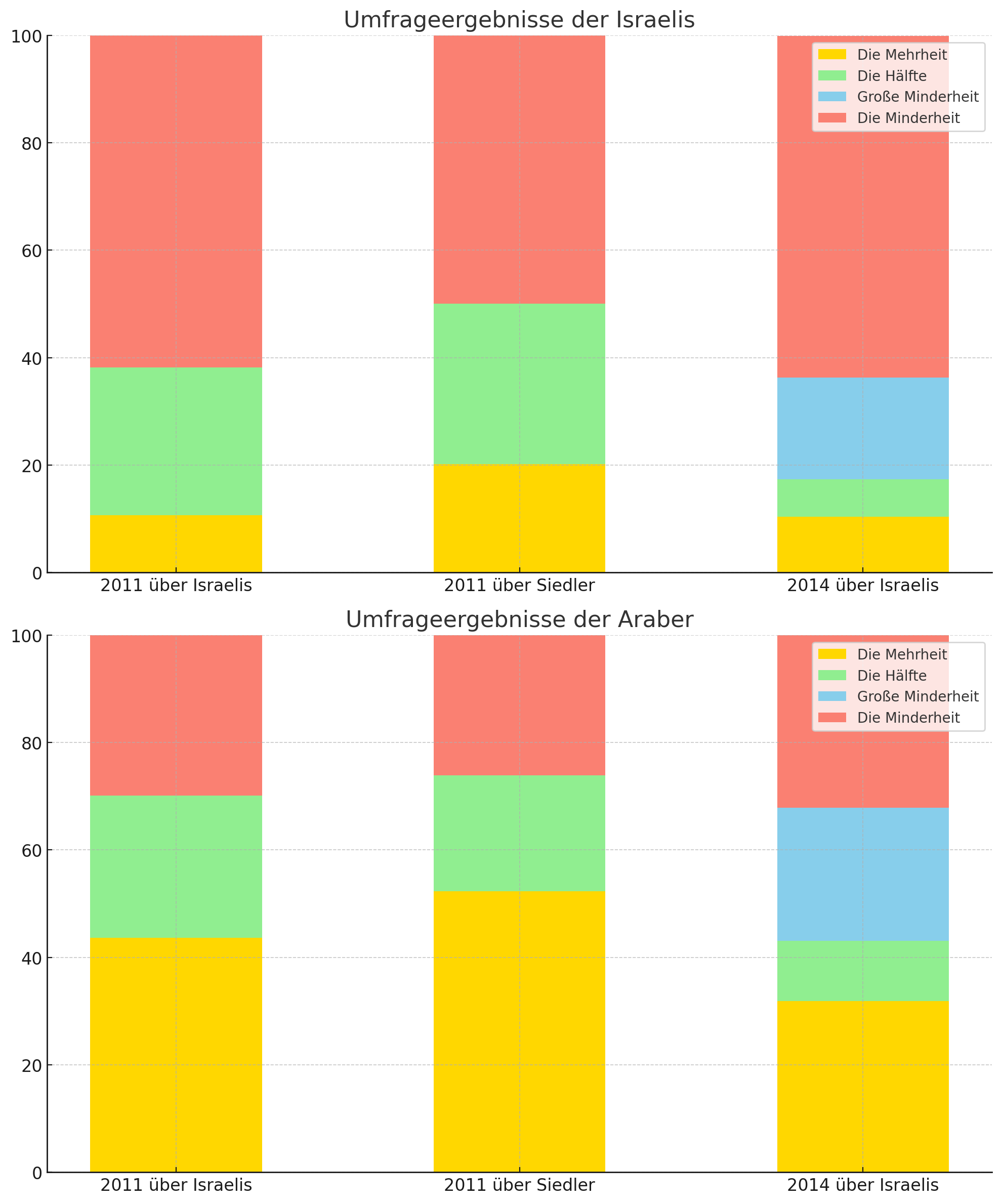
„Denken sie, dass eine Mehrheit der jüdisch-israelischen Bevölkerung / der Siedler Price Tag-Attacken gutheißt?“

Zur selben Zeit und noch einmal 2014 wurden jüdische und arabische Israelis separat dazu befragt, von welchem Anteil der jüdisch-israelischen Bevölkerung / der Siedler sie glaubten, dass sie Price Tag-Attacken zustimmten. Ablesen lässt sich aus den Ergebnissen erstens, dass man Siedlern größere Zustimmungswerte zu Price Tag-Attacken unterstellte als dem Rest der jüdisch-israelischen Bevölkerung, zweitens, dass palästinensische Israelis jüdischen Israelis grundsätzlich weit höhere Zustimmungswerte zu Price Tag-Attacken unterstellten als jüdische Israelis, und drittens, dass auch unter jüdischen Israelis viele davon ausgingen, dass Price Tag-Attacken eine relativ breite Unterstützer-Basis hatten. Gleicht man allerdings viertens die beiden Umfragen von Ende 2011 miteinander ab (knapp 40 % der befragten jüdischen Israelis dachten, mindestens die Hälfte aller Israelis „stimmte Price Tag-Attacken zu“ vs. 88 % der befragten jüdischen Israelis „lehnten Price Tag-Attacken ab“), wird die Zustimmung jüdischer Israelis zu Price Tag-Attacken regelmäßig überschätzt.
Weit höher fällt die Zustimmung zu Price Tag-Attacken allerdings bei israelischen Jugendlichen und jungen Erwachsenen aus: In einer Umfrage von 2015 unter israelischen Jugendlichen lehnten nur 28 % der Befragten Price Tag-Attacken ab, „die man mit religiösen, rechtsextremen [‚far right‘] Jugendgruppen assoziiert (…); entgegen der breiten Verurteilung dieser Aktivität (…) durch Politiker aus dem gesamten politischen Spektrum“. Dies deckt sich mit anderen Umfragen, nach denen israelische Jugendliche und junge Erwachsene im 21. Jahrhundert noch stärker nach Rechts gedriftet sind als ältere Israelis. Dieser Rechtsruck steht in engem Zusammenhang mit der Haltung zur Palästinenserfrage, da das politische Spektrum in Israel traditionell entlang der Frage von Zugeständnissen oder Konfrontation gegenüber den Palästinensern verläuft. Diese Entwicklungen spiegeln sich auch in der Beobachtung des israelischen Soziologen Idan Yaron wider. Entsprechend sieht er eine weitere Verschärfung der Haltung Jugendlicher seit 2015. Mitte 2023 berichtete er, mittlerweile gebe es
„keinen Unterschied mehr zwischen der sogenannten ‚Hilltop Youth‘ – kleinen, extremistischen Kadern von jungen Siedlern, die Palästinenser angreifen – und der jungen Generation, die in den großen Siedlungen aufwächst und die sich früher an Gewalttaten gegen Palästinenser nicht beteiligt hatte.“

### Siedlergewalt und staatliche Gewalt
- ACLED: Civilians or Soldiers? Settler Violence in the West Bank. (PDF) In: acleddata.com. 2024, abgerufen am 19. Juni 2025.
- B’Tselem: State Business. Israel’s misappropriation of land in the West Bank through settler violence. (PDF) November 2021, abgerufen am 10. März 2024.
- Breaking the Silence: The High Command. Settler influence on IDF conduct in the West Bank. (PDF) 2017, abgerufen am 13. März 2024.
- Nir Gazit: State-sponsored Vigilantism: Jewish Settlers’ Violence in the Occupied Palestinian Territories. In: Sociology. Band 49, Nr. 3, 2015. S. 1–17
- Nir Gazit. Military (Non-)Policing in the Occupied Territories. In: Israel Studies Review. Band 35, Nr. 2, 2020. S. 77–100
- Yagil Levy: The Israeli policing army – the gray arm of annexation. In: British Journal of Middle Eastern Studies. Band 50, Nr. 2, 2021. S. 376–396.
- NRC Flüchtlingshilfe: Settler Violence: International Investigative and Policing Standards. Online-Veröffentlichung, 2015.
- Nadera Shalhoub-Kevorkian, Yossi David: Is the Violence of tag mehir a State Crime? In: British Journal of Criminology. Band 45, Nr. 5, 2016. S. 835–856.

### Gewalt im Kontext von Land- und Viehwirtschaft
- Human Rights Watch: Ripe for Abuse. Palestinian Child Labor in Israeli Agricultural Settlements in the West Bank. (PDF) 2015, abgerufen am 13. März 2024.
- Jesch Din: Plundered Pastures: Israeli settler shepherding outposts in the West Bank and their infringement on Palestinians’ human rights. 10. Mai 2022, abgerufen am 13. März 2024.
- Oxfam: The road to olive farming. Challenges to developing the economy of olive oil in the West Bank. (PDF) Oktober 2010, abgerufen am 13. März 2024.
- Kerem Navot: Kerem Navot. Israeli Settlers’ Agriculture as a Means of Land Takeover in the West Bank. (PDF) August 2013, abgerufen am 13. März 2024.
- Kerem Navot: The Wild West. Grazing, seizing and looting by Israeli settlers in the West Bank. (PDF) Mai 2022, abgerufen am 13. März 2024.
- OCHA: Fact Sheet: Displacement of Palestinian herders amid increasing settler violence - September 2023. (PDF) Abgerufen am 13. März 2024.
- Natasha Westheimer: Settler violence is fueling the effects of climate breakdown on Palestinians. 5. Oktober 2023, abgerufen am 13. März 2024.

### Price Tag
- Eli Alshech u. a.: Self-Radicalized Western Salafi-Jihadis and Hilltop Youth in the West Bank: Similar Radical Thought, Completely Different Practice. In: Journal of Religion and Violence. Band 8, Nr. 2, 2020. S. 153–195
- Ehud Eiran, Peter Krause: Old (Molotiv) cocktails in new bottles? „Price-tag“ and settler violence in Israel and the West Bank. In: Terrorism and Political Violence. Band 30, Nr. 4, 2018. S. 637–657.
- Nicola S. Mathie: (Re)Creating the Jewish State: Projects of (In)Security and the Disjuncture to Price-Tag Violence. Dissertation, 2018.
- Ori Nir: „Price Tag“. West Bank Settlers’ Terrorizing of Palestinians to Deter Israeli Government Law Enforcement. In: Case Western Reserve Journal of International Law. Band 44, Nr. 1, 2001. S. 277–289